# Bertie the Brain
Bertie the Brain a fost un joc timpuriu pe calculator și unul dintre primele jocuri dezvoltate în istoria timpurie a jocurilor video. A fost construit la Toronto de Josef Kates⁠(d) pentru Expoziția Națională Canadiană⁠(d) din 1950. Computerul înalt de patru metri a permis participanților la expoziție să joace un joc de tic-tac-toe împotriva inteligenței artificiale. Jucătorul  introducea o mișcare pe o tastatură sub forma unei grile de trei ori trei, iar jocul avea loc pe o grilă de lumini deasupra capului. Mașina avea un nivel de dificultate reglabil. După două săptămâni de expunere la Rogers Majestic, mașina a fost dezasamblată la sfârșitul expoziției și uitată în mare parte ca o curiozitate.
Kates a construit jocul pentru a-și prezenta tubul aditron, o versiune în miniatură a tubului cu vid, deși tranzistorul l-a depășit în dezvoltarea computerului la scurt timp după aceea. Problemele legate de brevete au împiedicat utilizarea tubului Additron în computere, în afară de Bertie. Este un candidat pentru primul joc video, deoarece a fost potențial primul joc pe computer care a avut un dispozitiv oarecare de afișare vizuală a jocului. A apărut la doar trei ani după invenția în 1947 a dispozitivului de distracție cu tub catodic, cel mai vechi joc electronic interactiv cunoscut care folosește un afișaj electronic. Folosirea de către Bertie a becurilor în locul unui ecran cu grafică vizuală în timp real, cu toate acestea, cu atât mai puțin grafică în mișcare, nu îndeplinește unele definiții ale jocului video.

## Istorie
Bertie the Brain a fost un joc pe computer de tic-tac-toe, construit de dr. Josef Kates pentru Expoziția Națională Canadiană din 1950.  Kates lucrase anterior la Rogers Majestic proiectând și construind tuburi radar în timpul celui de-al Doilea Război Mondial, apoi după război a făcut studii postuniversitare în centrul de calcul de la Universitatea din Toronto, continuând să lucreze la Rogers Majestic.  În timp ce era acolo, el a contribuit la construirea computerului electronic al Universității din Toronto (UTEC⁠(d)), unul dintre primele computere funcționale din lume. El a proiectat, de asemenea, propria sa versiune în miniatură a tubului cu vid, numită tubul aditron, pe care l-a înregistrat la Asociația Producătorilor de Radio-Televiziune Electronică⁠(d) la 20 martie 1951 ca modelul 6047.
După ce a depus un brevet pentru tubul aditron, Rogers Majestic i-a cerut lui Kates să creeze un dispozitiv care să prezinte tubul potențialilor cumpărători. Kates a proiectat un computer specializat care încorporează tehnologia și l-a construit cu ajutorul inginerilor de la Rogers Majestic.   Calculatorul metalic mare, înalt de patru metri  putea juca doar tic-tac-toe și a fost instalat în clădirea de inginerie la Expoziția Națională Canadiană din 25 august-9 septembrie 1950.
Calculatorul bazat pe tubul additron, etichetat ca „Bertie the Brain” și supranumit „The Electronic Wonder by Rogers Majestic”, a fost un succes la expoziția de două săptămâni, participanții făcând coadă pentru a se juca. Kates a rămas lângă mașină când a fost posibil, ajustând dificultatea pentru adulți și copii. Comicul Danny Kaye a fost fotografiat învingând mașina (după mai multe încercări) pentru revista Life.

## Mod de joc
Bertie the Brain era un joc de tic-tac-toe în care jucătorul alegea poziția pentru următoarea sa mișcare dintr-o grilă de nouă butoane aprinse pe un panou ridicat. Mișcările apăreau pe o rețea de nouă pătrate mari așezate vertical pe mașină, precum și pe butoane, cu o lumină în formă de X sau O aprinzându-se în spațiul corespunzător. Computerul urma să-și facă mișcarea la scurt timp după. O pereche de semne din dreapta terenului de joc, iluminate alternativ cu „Creierul electronic” și un X sau „Creierul uman” și un O, marcau rândul jucătorului și se aprindeau împreună cu „Câștig” atunci când un jucător câștiga. Jocul putea fi setat la mai multe niveluri de dificultate.  Computerul a răspuns aproape instantaneu la mișcările jucătorului și la cel mai înalt nivel de dificultate a fost conceput pentru a fi imbatabil.

## Moștenire

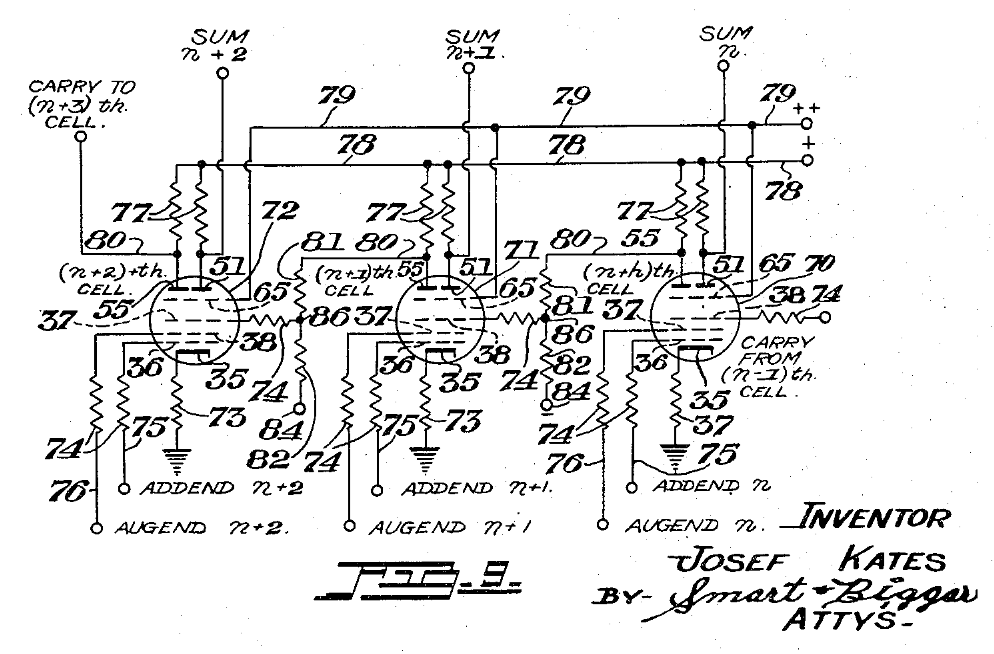
Schema circuitului din brevetul SUA pentru tubul additron

După expoziție, Bertie a fost demontat  și „în mare măsură uitată” ca noutate. Kates a spus că lucrează la mai multe proiecte în același timp, încât nu a mai avut timp pentru a-l conserva, în ciuda importanței sale.  În ciuda faptului că a fost primul joc pe calculator implementat – precedat doar de programe de șah teoretice – și a fost prezentat într-un articol nepublicat din revista Life, jocul a fost uitat în mare măsură, chiar și de cărțile de istorie a jocurilor video.  Scopul principal al lui Bertie, de a promova tubul aditron, nu a fost atins, deoarece a rămas singura aplicație finalizată a tehnologiei. Când Rogers Majestic l-a pus pe Kates să dezvolte un model de lucru pentru expoziție, el a lucrat la tuburi timp de un an, dezvoltând mai multe versiuni, iar echipa Universității din Toronto a considerat că dezvoltarea a fost prea lentă pentru a încerca să le integreze în UTEC.
Deși alte firme și-au exprimat interesul în utilizarea tuburilor, problemele legate de obținerea brevetelor i-au împiedicat pe Kates, compania Rogers Majestic sau Universitatea din Toronto să breveteze tuburile oriunde în afara Canadei până în 1955, iar cererea de brevetare nu a fost acceptată în Statele Unite până în martie 1957, la șase ani de la depunere.  Până atunci, cercetarea și utilizarea tuburilor cu vid au scăzut puternic în fața folosiriitranzistorului net superior, prevenind orice refacere a lui Bertie sau a unor mașini similare. Kates a continuat să aibă o carieră distinsă în ingineria canadiană, dar nu a revenit să lucreze la tuburi cu vid sau jocuri pe calculator.
Bertie a fost creat la doar trei ani după invenția din 1947 a dispozitivului de distracție cu tub catodic, cel mai vechi joc electronic interactiv cunoscut, și în timp ce jocurile non-vizuale au fost dezvoltate pentru computere de cercetare, cum ar fi programul de șah al lui Alan Turing și Dietrich Prinz⁠(d) pentru Ferranti Mark 1⁠(d) de la Universitatea din Manchester, Bertie a fost primul joc pe computer care a avut o afișare vizuală de orice fel. Bertie este considerat după unele definiții ca fiind primul joc video. În timp ce definițiile variază, dispozitivul anterior de distracție cu tub catodic era un joc electric pur analog și, deși Bertie nu avea un ecran electronic, rula pe un computer.  Un alt joc  bazat pe computer, Nimrod, a fost construit în 1951, în timp ce jocul de X și O bazat pe software, OXO, și un program de dame de Christopher Strachey au fost în 1952 primele jocuri pe computer care au afișat orice fel de grafică pe un ecran electronic și nu prin becuri.